# Poesía pastoril
La poesía pastoril es un tipo de poesía que describe la vida en el campo de una forma idealizada. Incluye descripciones de la belleza de la naturaleza, alabanzas a la vida sin complicaciones ni estrés en contraste con la gran ciudad y presencia de las tareas agrícolas. Puede contener también escenas de amor que se benefician del entorno sensual. A partir de la poesía pastoril surgieron composiciones musicales que intentaban recrear este sentimiento de armonía con el campo y cuadros donde se pintaban las escenas descritas en los versos en un lugar paradisíaco. 

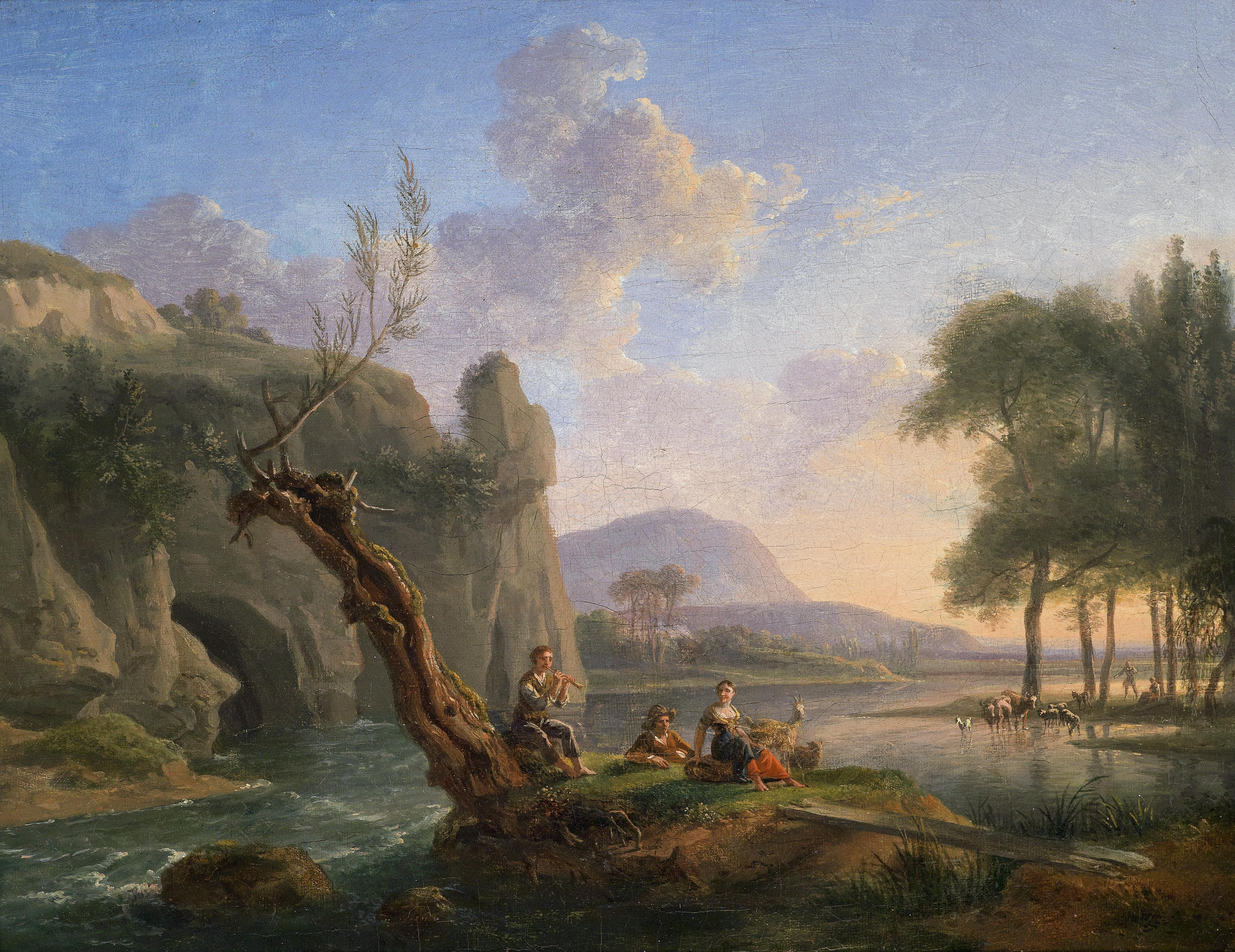
Pintura de Jean François Duval que muestra una escena típicamente pastoril, con el agua fresca, la naturaleza fuera de la ciudad y encuentros amorosos.

## Historia
Tradicionalmente se ha considerado a Teócrito como el creador del género, que ligaba a la edad de oro y a ciertos rituales religiosos. En sus poemas ya aparecen los arquetipos que después estarán presentes a la mayoría de poemas: personajes que son o fingen ser pastores (de aquí el nombre del género) que buscan en la naturaleza consuelo a sus males de amor o encuentran en la vida rural una nueva existencia. El paisaje adquiere gran protagonismo, con el tópico de locus amoenus y encarnaciones como la Arcadia, que simboliza la máxima perfección de la naturaleza.
Una vez instalado el género en la literatura griega, fue imitado por los poetas latinos, entre los cuales destaca Virgilio, con sus Bucólicas y Geórgicas. De él deriva el nombre de "poesía bucólica" que a veces se aplica al género. El cristianismo siguió el modelo de Virgilio. Suavizó el erotismo de las declaraciones amorosas e hizo énfasis en la belleza de la creación divina. La figura de Jesús descrito como pastor hizo que esta poesía no encontrara opositores, a pesar del tema absolutamente profano.
El renacimiento recuperó la temática amorosa clásica y las referencias mitológicas en los diálogos de los pastores, plenos de giros cultos y recursos retóricos, como se ve en las obras de Jacopo Sannazaro y Garcilaso de la Vega. Don Quijote mismo se plantea como alternativa a la caballería vivir como un pastor, prueba de la popularidad del género, que duró hasta el siglo XVIII, con nombres como el de Alexander Pope. 
Posteriormente esta lírica se diluyó en una exaltación del mundo rural más genérica, sin necesidad de la intriga amorosa entre pastores. El romanticismo recuperó el amor a la naturaleza pero como espejo del alma del poeta, y ya no representaba paisajes plácidos como la literatura anterior. Durante el siglo XX el género cayó prácticamente en desuso, salvo por determinados autores neorrurales que escribían para alabar la belleza del propio país y la tranquilidad del campo, pero definitivamente ya sin los encuentros amorosos con pastores.